# Mario Staderini
Mario Staderini, né le 20 avril 1973 à Rome, est un homme politique italien. Il est secrétaire national des Radicaux italiens depuis 2009.